# Maeyken de Smet
Maeyken de Smet (?, 1599 - Olsene, 12 februari 1661) was een slachtoffer van de heksenvervolging in Europa. Pieter Dhondt had haar tijdens en na zijn foltering (november 1660) aangewezen als een van zijn medeheksen.
Maeyken de Smet werd op 22 januari aangehouden na een gerechtelijk vooronderzoek. Op 7 februari werd zij gefolterd met de halsband. Tijdens de pijniging, en ook erna, bekende zij dat ze met de duivel een schriftelijk contract had afgesloten dat zij met haar bloed had ondertekend. De duivel had haar een grauw poeder gegeven waarmee zij mensen, dieren en vruchten had betoverd. Zij was ook naar verschillende duivelse vergaderingen geweest. Maeyken de Smet moest de namen opgeven van andere heksen die zij op deze vergaderingen had herkend. Onder druk van de marteling zei ze dat ze er haar dorpsgenote Elisabeth de Smet had gezien. Elisabeth de Smet zou veertien dagen later aangehouden en met de halsband gefolterd worden. Als straf 'voor te wesen eene tooveresse' werd ze voor tien jaar uit Vlaanderen verbannen.
Maeyken de Smet werd op 12 februari 1661 op 62-jarige leeftijd op een schavot in Olsene gewurgd en daarna in brand gestoken.